# مبارک (فیلم ۱۳۹۵)
مبارک نخستین فیلم پویانمایی ایرانی به کارگردانی محمدرضا نجفی امامی و نویسندگی بهروز واثقی می‌باشد که در سال ۱۳۹۳ ساخته و در ۱۳۹۵ اکران شد.

## داستان
داستان این فیلم در مورد پیرمردی است که به حرفه نقالی مشغول است و ابزار کارش، عروسک‌های شخصیت‌های شاهنامه است. گل پری (الناز شاکردوست) نوه پیرمرد نقال است که با جان گرفتن این عروسکها زندگی اش تغییر می‌کند، اسی پلنگ (امیر رهبری) صاحب اسباب بازی فروشی به دستور اژدهاک عروسک‌های شاهنامه را می‌دزدد و داستان مهیجی آغاز می‌شود.

## بازیگران
- الناز شاکردوست
- امیر رهبری
- داوود شعبانی نصر
- منوچهر آذر
- مرجان سپهری
- محمدرضا نجفی امامی

## عوامل فیلم
کارگردان: محمدرضا نجفی امامی / نویسنده: بهروز واثقی/ تهیه‌کننده: علی نجفی امامی، علی پایاب / مدیر برنامه‌ریزی و دستیار اول کارگردان بخش رئال: سید مهدی فرخ پور / برنامه‌ریز و دستیار اول کارگردان بخش انیمیشن: مهدیه مراد، مرتضی قاسمی / مدیر تولید بخش رئال: مهدی مددکار / جانشین تولید: ابوالقاسم صفر یزدی / مدیر تولید بخش انیمیشن: هادی نجفی امامی / مدیر فیلمبرداری: علیرضا برازنده/ موسیقی: بهرام دهقان یار / صداگذار: سید محمود رضا موسوی نژاد / مدیر دوبلاژ: ناصر طهماسب / طراح صحنه و لباس: اصغرنژاد ایمانی / تدوین: سپیده عبدالوهاب / طراح چهره پردازی: علیرضا خورشید / مشاور فیلمنامه: سید جلال‌الدین دری / بازنویسی دیالوگ‌ها: عاطفه میاندار / منشی صحنه: پانته آ حسینی / طراح کاراکترهای انیمیشنی: حامد کمالی / ساخت عروسک‌ها: کامران خلج / طراح لباس عروسک‌ها: سحر عبداللهی/ صدابردار: حمید اسلامی/ ترانه‌سرا: هنگامه مفید، آفرین ناجی / عکاس: آرش صادقی / تدارکات: علی اکبر ایکانی / مدیر روابط عمومی: محسن رخش خورشید / پخش: موسسه بهمن سبز حوزه هنری
- تمامی اسامی بالا در تیتراژ نسخه اصلی فیلم می‌باشد.[۱]